# Túnel 29
Túnel 29 (spanisch für Tunnel 29; nicht zu verwechseln mit dem gleichnamigen Tunnel in Berlin) ist ein Tunnel im Eingangsbereich des Estadio Olímpico Universitario in Mexiko-Stadt, der als Synonym für eine der größten Katastrophen im mexikanischen Fußball steht. 

## Geschichte

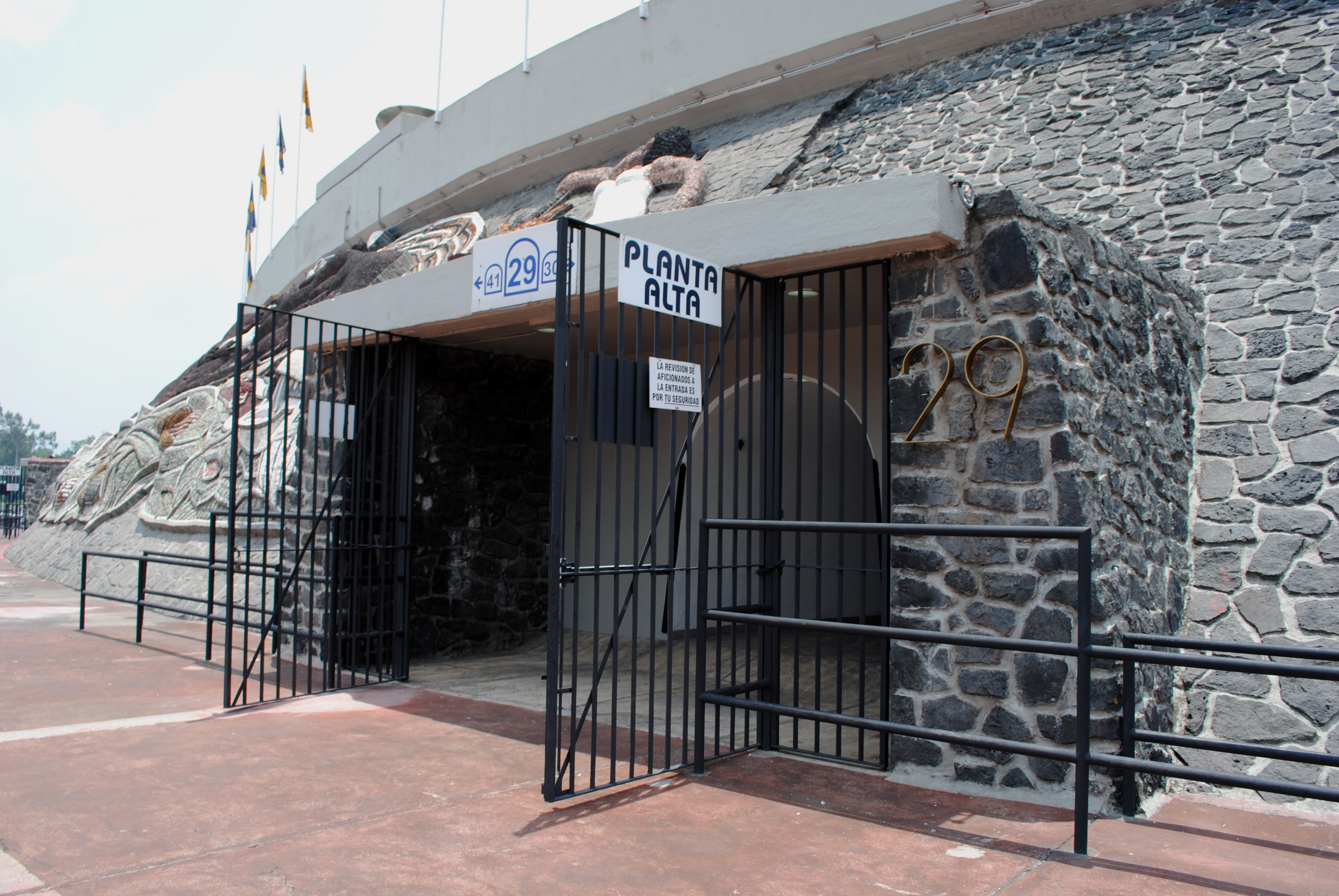
Eingang zu Tunnel 29

Am Ende der Saison 1984/85 kam es zum ersten Mal in der Geschichte der mexikanischen Profiliga zu einem Finale zwischen den beiden Hauptstadtvereinen Club América und UNAM Pumas, das auch als Clásico Capitalino (deutsch Hauptstadtderby) bekannt ist. 
Nachdem das Hinspiel am 23. Mai 1985 im Aztekenstadion, der Heimspielstätte des Club América, 1:1 endete, war die Spannung vor dem Rückspiel am 26. Mai 1985 in der Heimspielstätte der UNAM Pumas entsprechend groß, so dass weit mehr Menschen dem Spiel beiwohnen wollten als es die Stadionkapazität zuließ. Diese Situation hatten sich Schwarzhändler zunutze gemacht, die Tausende von gefälschten Eintrittskarten unters Volk brachten. Das Resultat war, dass weit mehr Menschen ins Stadion drängten, als dort Platz finden konnten. Als die Stadionbetreiber bemerkten, dass das Stadion bereits überfüllt war und noch massenweise Menschen ins Stadion drängten, ließen sie die Tore schließen. In dem überfüllten Tunnel 29 machte sich Panik breit, weil immer noch Menschen nach innen strömten, während die Menschen dort zunehmend unter Bedrängnis gerieten, weil sie sich dem zunehmenden Druck nicht entziehen konnten. Bei diesem Gedränge fanden acht Menschen den Tod – sieben von ihnen wurden im Tunnel zerdrückt und einer von ihnen starb später im Krankenhaus – und mehr als 70 Menschen wurden verletzt. Aufgrund dieser Katastrophe wurden Umbaumaßnahmen vorgenommen und einzelne Verzweigungen angelegt, um eine solche Katastrophe in Zukunft zu verhindern.
Neben dem normalen Schwarzmarkt war anscheinend auch die Korruption einiger Offizieller für diese Tragödie verantwortlich.
Das Spiel fand trotz dieser Tragödie statt und endete torlos, so dass zur Ermittlung des Meisters ein drittes Spiel erforderlich wurde. Dieses wurde auf neutralem Platz im Estadio La Corregidora von Santiago de Querétaro ausgetragen und vom Club América aufgrund einiger umstrittener Schiedsrichterentscheidungen mit 3:1 gewonnen.